# Papenburg Sisters
Die Papenburg Sisters waren eine Serie von neun weitestgehend baugleichen RoRo-Fährschiffen der Papenburger Werft Jos. L. Meyer.

## Einzelheiten
Die Schiffe der Serie waren als RoRo-Passagierfähren mit Bug- und Heckrampe ausgelegt. Der Typ verfügte über ein festes Deckshaus und über einen durchlaufenden RoRo-Laderaum mit 440 Spurmetern.
Angetrieben wurden die Schiffe der Baureihe von zwei Viertakt-Dieselmotoren, die auf Verstellpropeller wirkten. Weiterhin standen Hilfs- und Notdiesel zur Verfügung. Die An- und Ablegemanöver wurden durch ein Bugstrahlruder unterstützt.

## Schiffe
| Papenburg Sisters | Papenburg Sisters | Papenburg Sisters | Papenburg Sisters | Papenburg Sisters                           | Papenburg Sisters |
| Bauname           | Baunummer         | IMO-Nummer        | Ablieferung       | Auftraggeber                                | Umbenennungen und Verbleib |
| ----------------- | ----------------- | ----------------- | ----------------- | ------------------------------------------- | --- |
| Apollo            | 560               | 7006314           | Mai 1970          | Rederi Slite, Rederi Volo, Slite            | 1976 Olau Kent, 1980 Gelting Nord, 1984 Benodet, 1985 Corbiére, 1995 Apollo, ab März 2019 aufgelegt, 2021 Abbruch in Aliağa.                                                             |
| Viking 1          | 562               | 7018599           | August 1970       | Rederi Sally, Mariehamn                     | 1983 Viking I, 1984 Al Hussein II, 1991 Al Qamar Al Saudi Al Misri I, 1992 Mecca 1, 1993 Al Qamar Al Saudi II, 1994 Mecca 1, 1998 Fagr, am 19. April 2000 in Port Tewfik, Suez gesunken. |
| Viking 3          | 565               | 7128887           | 16. April 1972    | Rederi Sally, Mariehamn                     | 1976 Wasa Express, 1983 Viking 3, 1984 Wasa Express, 1988 Roslagen, 2007 Ionian Spirit, 2016 St. Damian, 2022 Abbruch in Aliağa.                                                         |
| Diana             | 566               | 7224370           | 11. Dezember 1972 | Rederi Slite, Rederi Volo, Slite            | 1979 Botnia Express, 1992 Alandia, 2006 Jamaa II, 2015 Rahal, 2021 in Alang verschrottet.                                                                                                |
| Coromuel          | 568               | 7324833           | 1973              | Caminos y Puentes Federales, La Paz         | 2004 Sinaloa Star, ab 18. September 2008 in Alang verschrottet. |
| Viking 4          | 570               | 7310258           | 1973              | Rederi Sally, Mariehamn                     | 1980 Earl Granville, 1990 Express Olympia, 2005 Express O, ab 21. Juli 2005 in Alang verschrottet.                                                                                       |
| Puerto Vallarta   | 571               | 7349596           | 1974              | Caminos y Puentes Federales, Cabo San Lucas | Ab Oktober 2005 in Mazatlan aufgelegt, 2010 als Isla Venados in Mazatlan verschrottet.                                                                                                   |
| Viking 5          | 573               | 7349601           | 1974              | SF-Line, Rederi Sally, Mariehamn            | 1981 The Viking, 1983 Sally Express, 1984 Bolette, 1988 Boughaz, ab August 2015 in Aliağa verschrottet.                                                                                  |
| Azteca            | 575               | 7393171           | 1975              | Caminos y Puentes Federales, Cabo San Lucas | 2004 Ajman 1, am 28. September 2004 zum Abbruch in Chittagong eingetroffen. |
| Daten: Equasis    |                   |                   |                   |                                             | |